# Luxemburgische Badmintonmeisterschaft 2021
Die Luxemburgische Badmintonmeisterschaft 2021 fand vom 4. bis zum 5. Dezember 2021 in Dudelange statt. 

## Medaillengewinner
| Disziplin      | Gold                          | Silber                     | Bronze                        |
| -------------- | ----------------------------- | -------------------------- | ----------------------------- |
| Herreneinzel   | Jérôme Pauquet                | Yves Hoffmann              | Kevin Hargiono                |
| Herreneinzel   | Jérôme Pauquet                | Yves Hoffmann              | Cedric Roilgen                |
| Dameneinzel    | Myriam Havé                   | Kim Schmidt                | Aude Meyer                    |
| Dameneinzel    | Myriam Havé                   | Kim Schmidt                | Zoé Sinico                    |
| Herrendoppel   | Eric Solagna Mike Vallenthini | Yannick Feltes Leo Hölzmer | Yves Hoffmann William Wang    |
| Herrendoppel   | Eric Solagna Mike Vallenthini | Yannick Feltes Leo Hölzmer | Kevin Hargiono Jérôme Pauquet |
| Damendoppellle | Myriam Havé Joëlle Jungbluth  | Julie Aulner Tessy Aulner  | Marie Goedert Aude Meyer      |
| Damendoppellle | Myriam Havé Joëlle Jungbluth  | Julie Aulner Tessy Aulner  | Kim Schmidt Zoé Sinico        |
| Mixed          | Eric Solagna Myriam Havé      | Yves Hoffmann Aude Meyer   | Cedric Roilgen Julie Aulner   |
| Mixed          | Eric Solagna Myriam Havé      | Yves Hoffmann Aude Meyer   | Yann Hellers Marie Goedert    |